# پرشنوایی
درک غیرطبیعی از میزان بلندی صوت را پُرشنوایی یا هایپر اِکوسیس (انگلیسی: Hyperacusis) می‌گویند.
پرشنوایی معمولاً با کاهش شنوایی همراه نیست. شنوایی‌سنجی این بیماران معمولاً طبیعی گزارش می‌شود. در صورتی‌که کاهش شنوایی همراه با کاهش تحمل صدا باشد به آن رکروتمان (recruitment) می‌گویند.
افراد پرشنوا محدوده شنوایی باریکی دارند. به عنوان مثال فرد صدای زیر ۵۰ دسی بل را نمی‌شنود و صداهای بالای ۸۰ دسی بل برایش آزاردهنده است. وزوز گوش می‌تواند با پرشنوایی همراه باشد. گاهی این دو شکایت با هم بروز می‌کند و گاهی یکی مقدم بر دیگری تظاهر می‌یابد.